# NGC 5075
NGC 5075 ist eine Elliptische Galaxie vom Hubble-Typ E0 im Sternbild Jungfrau an der Ekliptik. Sie ist schätzungsweise 289 Millionen Lichtjahre von der Milchstraße entfernt und hat einen Durchmesser von etwa 50.000 Lj.
Im selben Himmelsareal befinden sich u. a. die Galaxien NGC 5059, NGC 5071, NGC 5080, IC 4223.
Das Objekt wurde am 25. März 1865 vom deutschen Astronomen Albert Marth entdeckt.